# Стрєльцов Віталій Дмитрович
Віталій Дмитрович Стрєльцов (*2 серпня 1952) — український театральний діяч, директор Житомирського академічного обласного театру ляльок, заслужений працівник культури України.

## Життєпис
Віталій Дмитрович Стрєльцов народився 2 серпня 1952 року в Новошахтинську Ростовської області (РРФСР) у родині робітників.
1970 року закінчив середню школу і місті Коростень на Житомирщині. Деякий час працював на Коростенському порцеляновому заводі.
Після служби в армії вступив і 1975 року з відзнакою закінчив Житомирське культосвітнє училище, а потім і Київський державний інститут культури ім. О. Є. Корнійчука.
Працював керівником чоловічого вокального ансамблю Житомирського міського будинку культури, керував будинком культури меблевого комбінату. У 1977—81 роках — директор Житомирського міського парку культури і відпочинку.
У 1981—86 роках В. Д. Стрєльцов — директор Житомирського міського будинку культури. Від 1986 року — заступник директора обласної філармонії.
У 1996 році Віталія Дмитровича Стрєльцова призначено директором Житомирського обласного театру ляльок.

## Джерело
- Житомирський академічний обласний театр ляльок на Вебсторінка Управління культури і туризму Житомирської обласної державної адміністрації| Персоналії | Це незавершена стаття про особу. Ви можете допомогти проєкту, виправивши або дописавши її. |